# 大口病院連続点滴中毒死事件
大口病院連続点滴中毒死事件（おおぐちびょういん れんぞくてんてきちゅうどくしじけん）とは、神奈川県横浜市神奈川区の大口病院（当時、現・横浜はじめ病院）で2016年（平成28年）9月に発覚し、2018年（平成30年）7月、同病院で当時勤務していた看護師の女が逮捕された連続殺人事件。事件の名称について、神奈川県警察は「大口病院"入院患者殺人事件"」、『神奈川新聞』は「（旧）大口病院"点滴連続殺人事件"」としている。
被害者として立件された死亡者2人のほか、同時期に死亡していた別の2人の入院患者の遺体からもヂアミトールが検出された。事件発覚前の7〜9月の82日間で48人の患者が死亡し、その後の約70日間の間は死亡者がゼロということから、4人以上の被害人数が疑われたが、発覚以前の死亡者は医師の診断により“自然死”扱いで火葬されていたため、既に証拠は失われていた。

## 経緯

### 捜査
事件は2016年9月、最初に判明した被害者の容体が急変した際、看護師が投与中の点滴袋をベッドに落とし、袋内の輸液が急激に泡立ったことから偶然にヂアミトールの点滴混入が発覚した。さらに調べると2日前に同じ部屋で死亡した別の患者の遺体からも同成分が検出された。ナースステーションに残されていた未使用の点滴袋約50個を調べると、10個ほどの点滴袋でゴム栓部分に封をする保護フィルムに細い針で刺した穴が見つかった。そして、同じフロアで亡くなった患者の数が、事件発覚までのおよそ3か月の間に48人に上ることが明らかになった。神奈川県警察は、何者かが点滴から異物を体内に入れ、被害者を殺害した殺人事件と断定し、神奈川警察署に特別捜査本部を設置。点滴に混入させる手口から病院内部の者による殺人事件の犯行が疑われたが、捜査は難航した。
犯行に使われたヂアミトールは、業務上使われるもので、院内各所に置かれており、犯人を特定することは困難を極めた。県警は院内にあるものの鑑定を実施。当時担当していた看護師全員の看護服を調べたところ、被疑者の服からのみ、ポケット付近からヂアミトールの成分が検出された。他にも、被疑者が事件発覚直後の夜勤中、投与する予定のない製剤を手に院内を歩き回る姿が県警の設置した防犯カメラに映っていたことや、被害者の病室に1人で入っていくのを同僚が目撃していて、そのおよそ5分後に容体が急変し死亡していた、といった状況証拠から絞り込んでいった。

### 被疑者の逮捕
2018年6月末、県警は状況証拠を踏まえ被疑者の看護師に任意の事情聴取を開始。この看護師は消毒薬（ヂアミトール）を注入したことを認めたうえで、「入院患者20人ぐらいにやった」との趣旨の話をした。7月7日、神奈川県警は被疑者を殺人容疑で逮捕した。また同月28日には、2016年9月に死亡した入院患者の点滴に消毒液を混入し殺害したとして、殺人容疑で再逮捕した。
被疑者は、事件後、様々なテレビ局や新聞社によるインタビューや取材に応じ、逮捕前にもテレビ局に「何故、こんなひどいことをしたのか、自分の家族が同じことをされたらどう思うのか。絶対許せません」と、直筆の手紙を送るなどして自らの関与を否定する発言をしていた。
「点滴にヂアミトールを入れた」事に関し「間違いありません」と容疑を認めた上で、「入院患者20人ぐらいにやった」と供述。犯行の動機については「自分の勤務時に患者に死なれると、家族への説明が面倒だった」という趣旨を供述した。さらに「患者が亡くなったときに同僚から自分の落ち度を指摘されたことがあり、それ以来、勤務時間外に死亡させることを考えるようになった」、「勤務を交代する看護師との引き継ぎの時間帯に混入させていた」、「混入を繰り返すうちに感覚がマヒしていった」とも話している。
供述では「（事件の）2か月くらい前から点滴に消毒液を入れた」と話しており、その時期同病院に勤務していた看護師は「（亡くなったのは）最初は1日1人。それが3人になり、5人になり、9月になったらもっとひどくなって（1日に）8人とか。4階はおかしいな、という話があった」と証言している。
事件前、現場病棟では「看護師の筆箱に、10本以上の注射針が刺され、針山のような状態になっていた」ことや「白衣が切り裂かれる」「カルテが紛失する」「ペットボトル飲料を飲んだ看護師スタッフの唇がただれる」などの看護師同士の壮絶ないじめトラブルが報告されており、以前より「『あのクリニックの先生は嫌いだから』『あの患者の家族は嫌いだから』患者を受け入れない」といったことまで言う「『女帝』と呼ばれる60代パワハラ看護師の存在」や「人事査定でえこひいきがあったり、自分だけ忙しい仕事を回されたりしているといった不平不満があり、看護師同士で言い争いになったこともあった」という。被疑者自身も、逮捕前に「看護部長は看護師たちをランク付けして、気に入った子とそうでない子の扱いが極端だった。そういうのってよくないですよね」と述べている。
病院では、そういった人間関係のトラブルや虐めが原因で複数の看護師が辞職しており、「看護師同士の世代間の対立が原因で、大口病院では患者のケアまでもが疎かになっていた」といい、「見舞いに行った家族の前で看護師が患者さんを怒鳴りつけ、その家族が『本当にひどい。ビデオに撮って告発すればよかった』と激怒していた」こともあったという。事件の被害者遺族も「女性看護師が別の看護師を怒鳴りつけたり、点滴袋が公共スペースに散見されたりするなど『今考えればおかしいところもあったかもしれない』」と指摘している。
精神科医の片田珠美は「担当患者が以前死亡した際に同僚らから自分のミスの可能性を指摘されたとも説明しているので、もともと同僚や上司などに対して怒りを覚えていた可能性がある」と指摘し、（「白衣切り裂き」や「カルテの紛失」「ペットボトル異物混入」も同一犯によるものだとすると）他の看護師に対する怒りをこのような形で表現したのではと推測する。その怒りの矛先を患者に向け変えて（精神分析では「置き換え」）、患者の点滴に無差別に消毒液を入れる事によって「別の看護師の勤務時間中に患者が死亡するように仕向けたわけで、復讐願望を満たそうとしたともいえる」としている。

## 刑事裁判
横浜地方検察庁は2018年12月7日、患者3人の殺人罪と5人分の点滴液に消毒液を混入した殺人予備罪で、看護師を横浜地方裁判所へ起訴した。4人目に対する殺人罪については、別の患者を殺害しようと消毒液を混ぜた点滴が結果的にこの患者に投与された可能性があるとして不起訴処分とした。
横浜地裁における本件の事件番号は、平成30年第2033号（殺人、殺人予備）。審理を担当する裁判長は家令和典で、家令が当時担当していた係属部は第1刑事部（合議係）である。起訴後、横浜地裁から委託を受けた精神科医の岩波明（昭和大学附属烏山病院長）が2019年（令和元年）8月から11月まで被告人の精神鑑定を実施した。

### 第一審
2021年（令和3年）10月1日、横浜地裁（家令和典裁判長）で裁判員裁判の初公判が開かれ、被告人の元看護師は起訴内容を全面的に認めた一方で、弁護側は「被告人は犯行当時、統合失調症により心神耗弱の状態だった」と主張した。
同年10月22日に論告求刑公判が開かれ、横浜地検は元看護師に死刑を求刑した。
同年11月9日に判決公判が開かれ、横浜地裁は被告人の責任能力について、「犯行時は（発達障害の一種の）自閉スペクトラム症の特性があった」と認定。その上で、弁護側が主張した統合失調症の影響については否定し、「違法な行為であることを認識していた」として完全責任能力があったと認めた上で、元看護師に無期懲役を言い渡した。横浜地裁は被告人の完全責任能力や計画性を認定し、動機も「酌むべき事情はない」としたが、被告人に自閉スペクトラム症の特性（対人関係が苦手、問題解決に対する視野が狭いなど）があり、患者の家族から怒鳴られて強い恐怖を感じた経験が殺人の動機形成に至った点を挙げ、それに対する情状酌量の余地や、自ら死刑を望むなど贖罪の意思を強く示している点などから「更生可能性が認められる」と判断、死刑を回避した。1983年（昭和58年）に最高裁判所から死刑適用基準として、いわゆる「永山基準」が示されて以降、3人以上を殺害した被告人の完全責任能力を認めた上で死刑を回避した司法判断は異例とされている。
同年11月22日、検察側と弁護側の双方が一審の無期懲役判決を不服として東京高等裁判所に控訴した。

### 控訴審
控訴審における事件番号は令和3年(う)第2081号。控訴審初公判は東京高裁（三浦透裁判長）で2023年（令和5年）12月15日に開かれ、検察官は「無差別型の連続殺人」として改めて死刑適用を求めた一方、弁護人は「死刑選択は裁判員裁判の否定だ」と主張した。また検察官は第一審で採用されなかったKの供述調書を取り調べるよう申請したが、東京高裁はこれを却下した。2024年（令和6年）3月12日の第2回公判で被告人質問が予定されていたが、弁護人の申し出によって撤回され、公判は結審した。
同年6月19日の判決公判で、東京高裁は双方の控訴を棄却する判決を宣告した。同高裁は殺害された被害者が3人に上る結果の重大性、犯行の計画性などから死刑選択も十分に考えられると指摘した一方、原判決が死刑回避の理由として示した動機形成過程や更生可能性は、死刑選択の可否を検討するにあたって相応の意味があるものであるとして、原判決の判断は不合理ではないと結論付けた。また、犯行は確定的殺意を伴う残虐なものではあったが、恨みや不満から他人の命を積極的に奪ったような犯行とは異なるとも指摘し、裁判員裁判による慎重な評議で死刑選択が真にやむを得ないと認められた事件でなければ、死刑選択は許されないという判断を示した。
検察側と弁護側がそれぞれ上告を断念し、同年7月4日付で無期懲役の判決が確定した。

## 横浜市・病院の対応と課題
横浜市には事件前、「看護師のエプロンが切り裂かれた」、「看護師の飲み物に異物が混入された」など、この病院内のトラブルに関する情報が複数寄せられていたが、市は病院に詳細な内容を確認しなかった。市が設置した第三者検証委員会は「患者の安全に関わる内容もあったのに、後手に回った」と、市の対応を批判した。市が設置した第三者検証委員会による報告書「横浜市の医療安全業務に関する検証報告書（大口病院に関する対応について）」の中で、医療法上、病院から市への報告義務も、市から病院への検査・指導権限も無いという問題が指摘された。医療法を根拠に市と病院の関係がある以上、医療法の範囲を超えた「制度の狭間」となるところに問題が発生したとき、市はどこまで対応できるのかという課題があり、今後、法的、制度上の課題に対しては、国に改善に向けた要望を行うことも考えられる、としている。
病院側にも、複数の看護師のエプロンが切り裂かれているのが見つかったり、6月にはカルテの一部が抜き取られ、8月には看護師のペットボトルに異物が混入されていたにも関わらず、院長は｢院内の出来事で、まして看護師の中の出来事だったので院内で何とか処理すべきだと思った｣としながら、有効な手立てをとれず病院から県警に相談するという事もしなかったため、「病院が対処していれば事件はなかったかもしれない」などの批判の声が病院関係者からも寄せられた。